# Suzaku
Imperador Suzaku (朱雀天皇, Suzaku-tennō, 7 de setembro de 923 — 6 de setembro de 952) foi o 61º Imperador do Japão na lista tradicional de sucessão.

## Vida
Antes de sua ascensão ao trono do crisântemo , seu nome pessoal era Hiroakira -shinnō. Mas também era conhecido como Yutaakira -shinnō. Foi o 11 º filho do Imperador Daigo e da Imperatriz Consorte Onshi, filha do Kanpaku e Daijō Daijin, Fujiwara no Mototsune. 
Reinou de 930 a 946.
O irmão mais velho de Suzaku morreu inesperadamente jovem, assim como o filho de seu irmão. Estas mortes prematuras abriram o caminho para que este ascendesse ao trono.
No ano 33 do reinado de Daigo-tennō (930), o imperador abdicou; e a sucessão foi recebida pelo seu décimo primeiro filho, Hiroakira. O Imperador Suzaku, tinha apenas oito anos de idade, quando ascendeu ao trono.
O antigo Udaijin (Ministro da Direita) Fujiwara no Sadakata morreu aos 65 anos em  932, o Dainagon (Conselheiro) Fujiwara no Nakahira foi indicado para substituí-lo. Nakahira era irmão do Sesshō de Suzaku,  Fujiwara Tadahira.
Em 940, Taira no Masakado insurgiu na região de Kanto e declarou-se imperador, mas suas forças foram derrotados por Taira no Sadamori. Em 941 foi  Fujiwara no Sumitomo quem iniciou uma rebelião no leste, mas seu exército foi derrotado por Tachibana no Tōyasu.
Suzaku abdica em 946, tendo governado há 16 anos, foi sucedido por seu irmão mais novo, o futuro Imperador Murakami.
O Imperador Suzaku é tradicionalmente venerado em um memorial no santuário xintoísta em Quioto. A Agência da Casa Imperial designa este local como Mausoléu de Suzaku. E é oficialmente chamado Daigo no misasagi em Fushimi-ku.

## Daijō-kan
- Sesshō, Fujiwara no Tadahira.
- Kanpaku, Fujiwara no Tadahira.
- Daijō Daijin, Fujiwara no Tadahira.
- Sadaijin,  Fujiwara no Tadahira.
- Sadaijin,  Fujiwara no Nakahira.
- Udaijin, Fujiwara no Sadakata
- Udaijin, Fujiwara no Nakahira.
- Udaijin, Fujiwara no Tsunesuke.
- Udaijin, Fujiwara no Saneyori.
- Dainagon , Fujiwara no Nakahira.